# Lothar Seyfarth
Lothar Seyfarth (* 1931 in Bernsbach im Erzgebirge) ist ein deutscher Musiker, Pianist und Dirigent.

## Leben
Seyfarth absolvierte sein Studium an der Hochschule für Musik und Theater „Felix Mendelssohn Bartholdy“ Leipzig. Er schloss es mit dem Staatsexamen als Dirigent ab. Danach wirkte er am Theater Stralsund als Solorepetitor und Kapellmeister. Von 1964 bis 1967 war er Chefdirigent des DEFA-Sinfonieorchesters, dem einzigen Filmorchester der DDR. Mit diesem trat er bei den VIII. Arbeiterfestspiele der DDR 1968 in Potsdam auf. Von 1967 bis 1973 dirigierte er die Dresdner Philharmonie. Außerdem hatte er die musikalische Oberleitung des Deutschen Nationaltheaters Weimar von 1973 bis 1979 inne. Außerdem arbeitete Seyfarth als Dirigent an der Komischen Oper Berlin 1979–1980. Bis 1991 war Lothar Seyfarth Chefdirigent des Staatlichen Sinfonieorchesters Thüringen. Seitdem ist er als freischaffender Dirigent tätig. Er unterrichtete auch Studenten der Hochschule für Musik „Franz Liszt“. Zu seinen Schülern zählen Henry Ventur und Stefan R. Kelber. Seyfarth trägt den Professorentitel. Im Jahre 2013 wurde er mit der Verleihung der Ehrennadel des Landesmusikrates Thüringens gewürdigt, die in der Thomaskirche in Erfurt stattfand.
Sein sinfonisches Repertoire umfasst mehrere hundert Werke von rund 240 Komponisten. Seit der Spielzeit 2004/2005 ist er Ehrendirigent der Vogtland Philharmonie Greiz/Reichenbach.

## Ehrungen
- 2004/2005 Ehrendirigent der Vogtland Philharmonie Greiz/Reichenbach
- 2013 Ehrennadel des Landesmusikrates Thüringen[6]